# Reinhard Buthmann
Reinhard Buthmann (* 1951 in Altentreptow) ist ein deutscher Historiker mit dem Schwerpunkt der Aufarbeitung der SED-Diktatur und der Wissenschaftsgeschichte der DDR sowie Lyriker.

## Leben
Der gelernte Installateur für Gas und Wasser studierte Technische Optik in Jena (Dipl.-Ing., 1976), Gerätetechnik des Elektroingenieurwesens in Dresden (Dipl.-Ing., 1984), Betriebswirtschaft an der Wirtschafts-Akademie Frankfurt am Main (Dipl.-Betriebswirt [VWA], 1992) sowie Philosophie, Neuere deutsche Literaturwissenschaft und Psychologie an der FernUniversität Hagen (Grundlagenstudium von 1993 bis 1997). Er war von 1976 bis 1990 wissenschaftlicher Mitarbeiter am Institut für Kosmosforschung (IKF) der Akademie der Wissenschaften der DDR und von 1992 bis 2017 Mitarbeiter des Bundesbeauftragten für die Stasiunterlagen der ehemaligen DDR (BStU). 2012 promovierte er bei Manfred Heinemann zum Dr. phil. an der Gottfried Wilhelm Leibniz Universität Hannover.

## Monografien
- Sonnensturz und Windspiele. Gedichte. Frankfurt am Main 1990, ISBN 3-89406-229-0.
- Kadersicherung im Kombinat VEB Carl Zeiss Jena. Die Staatssicherheit und das Scheitern des Mikroelektronikprogramms. Berlin 1997, ISBN 3-86153-153-4.
- Die Objektdienststellen des MfS. Berlin 1999, Hrsg. BStU.
- Hochtechnologien und Staatssicherheit. Die strukturelle Verankerung des MfS in Wissenschaft und Forschung der DDR. Berlin 2000, Hrsg. BStU.
- Zum Kreise flicht das Leben sich ein andermal. Gedichte. Frankfurt am Main 2001, ISBN 3-8301-0209-7.
- Die Arbeitsgruppe Bereich Kommerzielle Koordinierung. Berlin 2003, Hrsg. BStU.
- Konfliktfall „Kosmos“. Die politische Geschichte einer Jugendarbeitsgruppe in der DDR. Köln 2012, ISBN 978-3-412-20742-7.
- Versagtes Vertrauen. Wissenschaftler der DDR im Visier der Staatssicherheit. Göttingen 2020, ISBN 978-3-525-31724-2.
- Gemeinsam mit Anke Buthmann: Sonnenaugen himmelwärts. 99 religiöse Gedichte in sieben Zyklen. Wildflecken 2020, ISBN 978-3-948131-09-8.
- Die Technische Hochschule Ilmenau. Eine sozialpolitische Studie. Ilmenau 2022, ISBN 978-3-86360-257-4.
- Sonnenfrost. Gedichte. Würzburg 2023, ISBN 978-3-429-05876-0.
- Ausgesetzt! Politische Gedichte vor und nach der Wiedervereinigung. Norderstedt 2024, ISBN 9783758328350.
- Eingesät der Sonne Samen. Gedichte. Norderstedt 2025, ISBN 978-3-7597-5881-1.

## Schriften (Auswahl)
- Die strukturelle Verankerung des MfS in Wissenschaft, Technik und Technologie. In: Dresdener Beiträge zur Geschichte der Technikwissenschaften. Heft 25 1998, ISBN 3-86005-216-0, S. 39–70.
- Die DDR im Weltraum. Kosmosforschung im Licht der MfS-Akten. In: Deutschland Archiv. 32(1999)2, S. 223–232, ISSN 0012-1428.
- Abwanderung und Flucht von Eliten aus der SBZ/DDR am Beispiel der wissenschaftlichen Intelligenz. In: Günther Schulz (Hrsg.): Vertriebene Eliten. Vertreibung und Verfolgung von Führungsschichten im 20. Jahrhundert. Oldenbourg, München 2001, ISBN 3-486-56577-X, S. 229–265.
- Widerständiges Verhalten und Feldtheorie. In: Ehrhart Neubert, Bernd Eisenfeld (Hrsg.): Macht Ohnmacht Gegenmacht. Grundfragen zur politischen Gegnerschaft in der DDR. Bremen 2001, ISBN 3-86108-792-8, S. 89–120.
- "Vergeßt mir die Wissenschaft nicht!" Die bürgerliche naturwissenschaftlich-technische Intelligenz der DDR an der Nahtstelle des Machtwechsels von Ulbricht zu Honecker. In: die hochschule. 11(2002)2, S. 59–83, ISSN 1618-9671.
- Vom Watzmann zum Montblanc. In zehn Wochen fast 2000 Kilometer – eine Grenzerfahrung. In: Bergsteiger. 69(2002)7, S. 60–65, ISSN 1435-8905.
- Bleiben Sie unser Mann in Zürich! Schalck-Golodkowskis Bereich KoKo, das „Zürcher Modell“ und ein „Länderspiel“. In: Deutschland Archiv. 36(2003)1, S. 63–67, ISSN 0012-1428.
- „Den Bürger noch nie so mutig erlebt.“ Eine Chronologie der Auseinandersetzungen um das Reinstsiliziumwerk Dresden-Gittersee. In: Horch und Guck. Heft 43, 12(2003), 43, S. 28–38, ISSN 1437-6164, A12242.
- Die Organisationsstruktur der Beschaffung westlicher Technologien im Bereich der Mikroelektronik. In: Georg Herbstritt, Helmut Müller-Enbergs (Hrsg.): Das Gesicht dem Westen zu. DDR-Spionage gegen die Bundesrepublik Deutschland. Bremen 2003, ISBN 3-86108-388-4, S. 279–314.
- Megakrise und Megakredit. Das Zürcher Modell im Lichte der Stasi-Akten. In: Deutschland Archiv. 38(2005) 6, S. 991–1000, ISSN 0012-1428.
- „Das furchtbare Schicksal eines DDR-Wissenschaftlers.“ Das Zurückbleiben in der DDR im Spiegel überlieferter Reaktionen. In: Andreas Gestrich, Marita Krauss (Hrsg.): Zurückbleiben. Der vernachlässigte Teil der Migrationsgeschichte. Stuttgart 2006, ISBN 3-515-08940-3, S. 195–219.
- Die Eigenständigkeit bürgerlicher Physiker in der Ulbricht-Ära oder von der Not und Kunst des Widerhandelns. In: Zeitschrift des Forschungsverbundes (ZdF) SED-Staat. Ausgabe Nr. 27 von 2010, ISBN 3-929389-62-2, S. 148–167.
- Arbeitsgruppe BKK, Hauptabteilung XVIII, Herauslösung von Kadern, Objektdienststellen des MfS, Objektverwaltung „W“, Operative Personenkontrolle, Überwachung der Volkswirtschaft, Organisationsstruktur der OD TU Dresden/Hochschulen. In: Roger Engelmann, Bernd Florath, Helge Heidemeyer, Daniela Münkel, Arno Polzin, Walter Süß: Das MfS-Lexikon. 4., aktualisierte Auflage. Ch. Links Verlag, Berlin 2021, ISBN 978-3-96289-139-8, (stasi-unterlagen-archiv.de).
- Raumfahrt-Begeisterung in der DDR: Die Jugendarbeitsgruppe „Kosmos“. In: Raumfahrt Concret. Heft 74/5 von 2012, S. 47–50.
- Zersetzung einer Raumfahrt-Begeisterung. Wie das MfS die Jugendarbeitsgruppe „Kosmos“ beseitigte. In: Horch und Guck. Heft 78, 21(2012) 4, S. 22–27, ISSN 1437-6164, A12242.
- Aber Sie haben ja noch nicht einmal die Zustimmung Ihrer Philosophen. In: Bernd Florath (Hrsg.): Annäherungen an Robert Havemann. Biographische Studien und Dokumente. Göttingen 2016, ISBN 978-3-525-35117-8, S. 238–253.
- Nicht im Windschatten der Geschichte. Die Stasi und die Technische Hochschule Ilmenau. In: Gerbergasse 18. Heft 79, (2016) 2, S. 37–42, ISSN 1431-1607.
- Die Stasi und die Technische Hochschule Ilmenau. In: UNI. (2016) 03, S. 16–19, ISSN 1867-884X.
- Hat es eine Innovationskultur in der DDR überhaupt gegeben, geben können? In: Jürgen Schneider: Die Ursachen für den Zusammenbruch der Sowjetunion und der DDR (1945–1990). Eine ordnungstheoretische Analyse. Stuttgart 2017, ISBN 978-3-515-11844-6, S. 1136–1147.
- Mein Thomas Auerbach. In: Gerbergasse 18. Heft 96, (2020)3, S. 5, ISSN 1431-1607.
- Utopie in der DDR. Zwischen Anspruch und Wirklichkeit. In: Gerbergasse 18. Heft 97, (2020)4, S. 3–7, ISSN 1431-1607.
- Kein Zaungast im Wiener Café. Oder: Vom Zangengriff der Zensur. In: Gerbergasse 18. Heft 99, (2021)2, S. 21–27, ISSN 1431-1607.
- Offener Aktenstreit. Das Ende einer Behörde. In: Gerbergasse 18. Heft 101, (2021)4, S. 7–10, ISSN 1431-1607.
- Eine politische Geschichte. Die Technische Hochschule Ilmenau. In: Gerbergasse 18. Heft 107, (2023)2, S. 55–61, ISSN 1431-1607.

## Rezensionen (Auswahl)
„Dieser historiographisch eher ungewöhnliche Anspruch erklärt sich vermutlich daraus, dass der Verfasser der von ihm untersuchten JAGK zeitweise selbst angehört hat. Seine Studie ist somit sowohl kritische Untersuchung wie Zeitzeugendokument, das von tiefer Verbundenheit des Verfassers mit dem Wirken der Gruppe zeugt.“

„Ein [sic] ‚bürgerliche‘ Herkunft und Kritik an der Partei kostete Forschende in der DDR mehr als ihre Karrieren. Reinhard Buthmann hat Schicksale rekonstruiert.“

„Neues Werk von Reinhard Buthmann skizziert an vielen Beispielen, wie sehr der ostdeutsche Geheimdienst „bürgerlichen“ Forschern misstraute. Die Fülle des Materials und die Konzentration auf zukunftsbestimmende Technologien machen diese quellengesätigte Analyse zu einem Standardwerk für alle diejenigen, die fragen, warum die DDR nicht nur politisch, sondern auch wirtschaftlich gescheitert ist.“

„Für die bessere Lesbarkeit der Gesamtstudie hätte sich ein Dokumentenanhang angeboten, um ausführliche und lange Zitate zu vermeiden. Das hätte auch zur Straffung der umfangreichen Untersuchung beigetragen. Für die DDR-Hochschulforschung versprechen aber insbesondere die Schwerpunktkapitel einen Erkenntnisgewinn, an dem sich zukünftige Forschungsarbeiten orientieren können.“